# جایی در زمان (فیلم)
جایی در زمان (به انگلیسی: Somewhere in Time) فیلمی محصول سال ۱۹۸۰ و به کارگردانی جین‌نات وارک است. در این فیلم بازیگرانی همچون کریستوفر ریو، جین سیمور، کریستوفر پلامر، ترزا رایت، سوزان فرنچ، بیل اروین، جرج واسکوچ، تیم کازورینسکی، ویلیام اچ میسی، دان فرانکلین و ریچارد متیسون ایفای نقش کرده‌اند.